# Problepsis conjunctiva
Problepsis conjunctiva är en fjärilsart som beskrevs av W. Warren 1893. Problepsis conjunctiva ingår i släktet Problepsis och familjen mätare. Inga underarter finns listade i Catalogue of Life.